# Bulbine lavrani
Bulbine lavrani är en grästrädsväxtart som beskrevs av Graham Williamson och Baijnath. Bulbine lavrani ingår i släktet bulbiner, och familjen grästrädsväxter. Inga underarter finns listade i Catalogue of Life.